# Liste der Bodendenkmale in Isernhagen
In der Liste der Bodendenkmale in Isernhagen sind die Bodendenkmale der niedersächsischen Gemeinde Isernhagen aufgeführt. Die Quelle ist der Denkmalatlas Niedersachsen. 

Isernhagen in der Region Hannover

Der Stand der Liste ist der 21. Januar 2025.

## Allgemein
In den Spalten finden sich folgende Informationen des Bodendenkmales:
| Lage         | geographische Koordinaten                                                           |
| Bezeichnung  | Bezeichnung lt. Denkmalatlas                                                        |
| Beschreibung | Beschreibung lt. Denkmalatlas                                                       |
| ID           | Objekt-ID                                                                           |
| Bild         | Bild, ggf. zusätzlich mit Link zu weiteren Fotos im Medienarchiv Wikimedia Commons. |

## Kirchhorst
| Lage                        | Bezeichnung              | Beschreibung | ID       | Bild |
| --------------------------- | ------------------------ | --- | -------- | ---- |
| 52° 26′ 58″ N, 9° 55′ 52″ O | Kirchhorst 7, Wegesperre | Unmittelbar an bzw. im Verlauf der Gemarkungsgrenze zwischen Kirchhorst und Beinhorn eine Wegesperre, die in das Spätmittelalter bzw. die frühe Neuzeit zu datieren ist. Auf einer Gesamtlänge von gut 400 m erhalten. Im nördlichen Abschnitt sind drei Wälle mit jeweils östl. vorgelagerten Gräben vorhanden. Wallbreite bis 5 m, Höhe bis 1,3 m. Grabenbreite ca. 4 m, Tiefe bis 1,2 m. Im südlichen Teilstück nur noch ein Graben ca. 5 m Breite und bis zu 0,8 m Tiefe. Die Wegesperre hat wahrscheinlich früher im Norden noch etwa 200 m weiter, bis an den Rand des Oldhorster Moores gereicht, möglicherweise war sie auch im Süden noch etwas länger. Sie diente offensichtlich dazu, den Verkehr aus dem Raum Burgdorf und weiter von Celle bzw. Braunschweig auf einen Weg zu lenken, an dem vermutlich Zölle erhoben wurden. - Teil ID: 36682572 | 28971394 | BW   |